# Chrysolampus silvensis
Chrysolampus silvensis är en stekelart som först beskrevs av Girault 1929.  Chrysolampus silvensis ingår i släktet Chrysolampus och familjen gropglanssteklar. Inga underarter finns listade i Catalogue of Life.